# 星子镇
星子镇，是中华人民共和国广东省清远市连州市下辖的一个乡镇级行政单位。
先民由顺头岭古道南望，见河谷下村庄星罗棋布，就将大村取名星子，镇以村得名。本地語言是星子話。

## 行政区划
星子镇下辖以下地区：
星子社区、联西村、新村、四方村、赤塘村、水源村、上庄村、沈家村、马水村、东红村、昌黎村、潭岭村、潭源村、东上村、清江村、上联村、内洞村、塘家村、姜联村、溷坪村和周联村。

## 自然条件
地处南岭地区，以山区丘陵地貌为主，主要山脉有大东山和簸箕山。其中簸箕山的主峰天堂岭海拔1711米。星子河属连江上游河段，自北向南经保安镇流向连州，河长95千米。境内集水面积1623平方千米。潭源洞水自东向西流向星子峰园，河长42千米，境内集水面积186平方千米。

## 文化艺术
地方特色民间艺术有舞火龙、十样锦锣鼓等。中秋节舞火龙源于元朝，延续至今。火龙连续舞三晚。“龙”以稻草编织，遍插点燃的线香。火龙伴着鼓点及燃放的鞭炮穿街过巷。火龙过处，电光四射，炮声震天，舞龙者干劲越高，狂舞在电光火海中，场面蔚为壮观，彰显出彪悍勇猛的民风。

## 名胜古迹
星子镇是中原文化和南岭古越文化交往、融合之地，名胜古迹随处可见。有国家级南岭自然保护区、潭岭天龙峡、天湖等自然景观。潭岭天龙峡是珠江水系北江的源头之一，形成于300万年前的第四大冰期。属花岗岩构成的嶂谷型原生态自然景区，是省级森林公园，被誉为“岭南第一谷”。园区内的“潭岭天湖”以其海拔居高而闻名。全镇有连州市文物保护单位3处。古迹有湟溪关古道、黄村古村、楚南会馆等数十处。其中湟溪关古道始建于南越古国时期，至今仍有多处遗迹。黄村为明清时期“八卦古村”，村中巷道均按八卦图布局。